# Aegyo
Aegyo (en coreà: 애교, hanja: 愛嬌) en coreà es refereix a una mostra d'afecte bufona sovint expressada a través d'una veu, expressions facials i gestos de nadó o bufona. Aegyo literalment significa comportar-se de manera bufona i s'espera dels ídols tant hòmens com dones del k-pop on generalment es comporten d'aquella manera.

## Rerefons
Puzar afirma que l'aegyo en la cultura popular com actuen les dones joves sud-coreanes, especialment en les relacions romàntiques. Fer gestos de mà bufons i expressions bufones en les fotografies, per exemple, són comportament vistos generalment en moltes dones joves en Corea del Sud.